# Pastís de Sant Jordi
El pastís de Sant Jordi és un dolç amb forma de llibre fet de làmines de pa de pessic, elaborades amb sucre, ametlla i ou. Les capes són separades per xocolata. Al capdamunt, en allò que figura que és la tapa del llibre, s'hi posa una làmina de sucre cremat i, a sobre, algun motiu de la diada de Sant Jordi: sant Jordi, un drac, una rosa, la senyera, etc.
Partint d'una recepta del segle xiii, aquest dolç es va introduir cap als anys quaranta i cinquanta del segle passat. És fet amb plaques rectangulars del braç de gitano farcides de nata, rovell d'ou i trufa que es decoren amb les quatre barres i algun motiu de Sant Jordi.
A la mateixa època es va inventar una menja salada, el pa de Sant Jordi. És un pa de pagès amb sobrassada i formatge disposats d'una manera que, en tallar-lo, queda el dibuix de les quatre barres de la senyera. Va ser creat el 1980 pel forner barceloní Eduard Crespo i difós sota l'empara del Gremi de Flequers de Barcelona, que feia temps que cercava una menja específica per a la festa de Sant Jordi. Aquest pa s'ha popularitzat i es pot trobar en més dates assenyalades, com ara per l'Onze de Setembre o la Mercè.